# Collège pontifical éthiopien
Le Collège pontifical éthiopien est un séminaire de l'Église catholique fondé au Vatican en 1481 pour la formation des jeunes aspirants à la prêtrise provenant de l'Éthiopie et l'Érythrée.

## Histoire
Le Collège pontifical éthiopien a été fondé par le pape Sixte IV en 1481 pour accueillir les moines venant d'Abyssinie, arrivés à Rome pour la première fois en 1351. La première église qui leur fut confiée a été construite près de la basilique Saint-Pierre dans les jardins du Vatican sous le vocable de Saint-Étienne des Abyssiniens.
Quand le collège a ouvert ses portes, six Éthiopiens sont arrivés en tant qu'ambassadeurs accompagnés par Jean-Baptiste d'Imola.
Sous Léon X, l'église a été transformé en un monastère pour accueillir les moines abyssins pour former les moines éthiopiens et de faire connaître l'église éthiopienne en Europe.
En 1513 ont été imprimés les psaumes en langue guèze, la langue ecclésiastique de l'Église catholique éthiopienne.
En 1919, les bâtiments ont été transformés pour accueillir des séminaristes et des prêtres d'Éthiopie et non plus des pèlerins, jusqu'à ce qu'en 1977, le Collège soit transformé pour accueillir les prêtres de l'Éthiopie et l'Érythrée, qui viennent à Rome pour obtenir la licence ou un doctorat. 
En 1928, le pape Pie XI a déplacé le collège et lui a donné le nom de Séminaire pontifical en 1930.
Actuellement le Collège éthiopien accueille 15 séminaristes (13 Éthiopiens et 2 Érythréens), bien que la capacité d'accueil maximale soit de 23 personnes. Le Collège se charge du service liturgique dans le rite guèze de San Tommaso in Parione, bien que les résidents peuvent aussi célébrer la liturgie dans le rite latin pour des raisons pastorales.
Au sein de la communauté, deux langues sont couramment parlées : le tigrigna et l'amharique.
Le Collège pontifical éthiopien a été dirigé par les frères capucins en provenance de l'Érythrée jusqu'en 1919. De 1919 à 1999, il a été géré par les cisterciens de l'Abbaye de Casamari. De 1999 à 2003, il a été sous la direction de prêtres diocésains et depuis 2003, le collège est confié aux Lazaristes.
Le recteur est nommé par la Congrégation pour les Églises orientales, la Conférence épiscopale d'Éthiopie et d'Érythrée et la Congrégation des Lazaristes. Le recteur actuel est Berhanemeskel Keflemariam.